# NK Hrvatski graničar Ravno
NK Hrvatski graničar je bivši bosanskohercegovački nogometni klub iz Ravnog.

## Povijest
Nogometni klub iz Ravnog natjecao se u prvoj sezoni Prve nogometne lige Herceg-Bosne  sezone 1993./94. U toj su sezoni zauzeli posljednje, osmo, mjesto u južnoj skupini Prve lige. Nakon toga se više nisu natjecali u prvoligaškim natjecanjima.